# Neomelambrotus striatus
Neomelambrotus striatus là một loài côn trùng trong họ Ascalaphidae thuộc bộ Neuroptera. Loài này được Tjeder miêu tả năm 1992.